# Villeneuve-sur-Vère
Villeneuve-sur-Vère is een gemeente in het Franse departement Tarn (regio Occitanie) en telt 387 inwoners (2004). De plaats maakt deel uit van het arrondissement Albi.

## Geografie
De oppervlakte van Villeneuve-sur-Vère bedraagt 16,0 km², de bevolkingsdichtheid is 24,2 inwoners per km².
De onderstaande kaart toont de ligging van Villeneuve-sur-Vère met de belangrijkste infrastructuur en aangrenzende gemeenten.

## Demografie
Onderstaande figuur toont het verloop van het inwonertal (bron: INSEE-tellingen).